# Cantonul Saint-Béat
Cantonul Saint-Béat este un canton din arondismentul Saint-Gaudens, departamentul Haute-Garonne, regiunea Midi-Pyrénées, Franța.

## Comune
- Argut-Dessous
- Arlos
- Bachos
- Baren
- Bezins-Garraux
- Binos
- Boutx
- Burgalays
- Cazaux-Layrisse
- Chaum
- Cierp-Gaud
- Esténos
- Eup
- Fos
- Fronsac
- Guran
- Lège
- Lez
- Marignac
- Melles
- Saint-Béat (reședință)
- Signac